# Igreja do Espírito Santo (Arcos de Valdevez)
A Igreja do Espírito Santo localiza-se no Jardim dos Centenários, na freguesia de União das Freguesias de Arcos de Valdevez (São Salvador), Vila Fonche e Parada, na vila de Arcos de Valdevez, distrito de Viana do Castelo, em Portugal.
Encontra-se classificada como Imóvel de Interesse Público desde 1977.

## História
A confraria do Espírito Santo, entidade responsável pela construção do templo, estabeleceu-se na vila em 1549. As obras do mesmo, entretanto, iniciaram-se apenas em 1647, estando concluídas em 1681. Trabalhos complementares tiveram lugar ao longo do século XVII.
A torre sineira foi construída entre 1724 e 1727 pelo Mestre Domingos Matias, e a capela-mor foi ampliada em 1746.
A atual fachada foi reformada durante o século XIX.

## Características
Exemplar de arquitetura religiosa, no estilo Maneirista, com o exterior reformado no século XIX, segundo um modelo de sobriedade Neoclássico.
O interior, com uma só nave, é decorado com um riquíssimo conjunto de talha barroca setecentista. O teto da capela-mor é revestido de caixotões e nela encontra-se um retábulo em talha dourada da autoria dos mestres Manuel Antunes e Francisco Pacheco, executado em 1666. Destacam-se ainda os púlpitos, atribuídos ao artista arcuense Manuel Gomes, e baseados em planos originais do pintor Álvares Costa.

## Centro interpretativo do barroco
O centro interpretativo do barroco foi inaugurado no dia 15 de Dezembro de 2018 na igreja do Espírito Santo representando um investimento de um milhão de euros da câmara municipal, com apoio de fundos comunitários.
O centro, designado “Porta do Barroco”, é o ponto de partida para o conhecimento daquele estilo arquitetónico no Alto Minho.
O projeto visa "promover a recuperação do edifício e do espólio arquitetónico, potenciar o uso cultural com programa alusivo ao estilo artístico do Barroco, divulgar o conhecimento da arte, da sociedade e do pensamento da época barroca".
A criação do centro interpretativo contemplou "a recuperação da Igreja do Espírito Santo e do seu acervo artístico, a instalação de novas tecnologias para dar a conhecer aquele templo e outros da região, bem como o enquadramento histórico e social da época barroca".